# 무한도展
무한도展은 대한민국의 방송사 문화방송의 예능 프로그램 《무한도전》을 주제로 하는 사진전으로 2009년부터 매해 개최되어왔다. 이 사진전은 2009년의 경우 12월 25일부터 다음 해 1월 10일까지 경기도 일산 MBC 드림센터에서 열렸으며 2014년 사진전은 MBC 상암동 신사옥 미디어센터에서 2014년 8월 22일부터 9월 5일까지 열렸다.